# Leucothoe lilljeborgii
Leucothoe lilljeborgii är en kräftdjursart som beskrevs av Boeck 1861. Leucothoe lilljeborgii ingår i släktet Leucothoe, och familjen Leucothoidae. Arten är reproducerande i Sverige.